# Randalstown
Randalstown (in gaelico irlandese Baile Raghnaill) è una località del Regno Unito nel distretto di Antrim, in Irlanda del Nord.
Vi è vissuto John Bodkin Adams, un criminale e serial killer che probabilmente uccise avvelenandole un totale di 163 persone.